# Alloerotismo
L'alloerotismo è la disposizione affettiva e sessuale rivolta da un individuo verso altre persone e da cui ricava soddisfazione. È in contrapposizione con l'autoerotismo.
Si suddivide in omoerotismo ed eteroerotismo, che indicano rispettivamente l'attrazione sessuale per soggetti dello stesso sesso (omosessualità) e per soggetti di sesso opposto (eterosessualità). In psicoanalisi, rappresenta la fase di maturità sessuale e mentale dell'individuo, un atteggiamento che porta a distogliere le tendenze erotiche dal sé rivolgendole verso gli altri. 
Un mancato passaggio di un individuo a questo stadio è causa di difficili relazioni sociali e interpersonali nell'età adulta, e può, per Freud, portare ad uno stato di schizofrenia. 